# آلوشتا
شهر آلوشتا (به اوکراینی: Алушта) در شبه جزیره کریمه در کشور اوکراین واقع شده‌است. جمعیت این شهر ۲۹٬۰۷۸ نفر است.

## نگارخانه

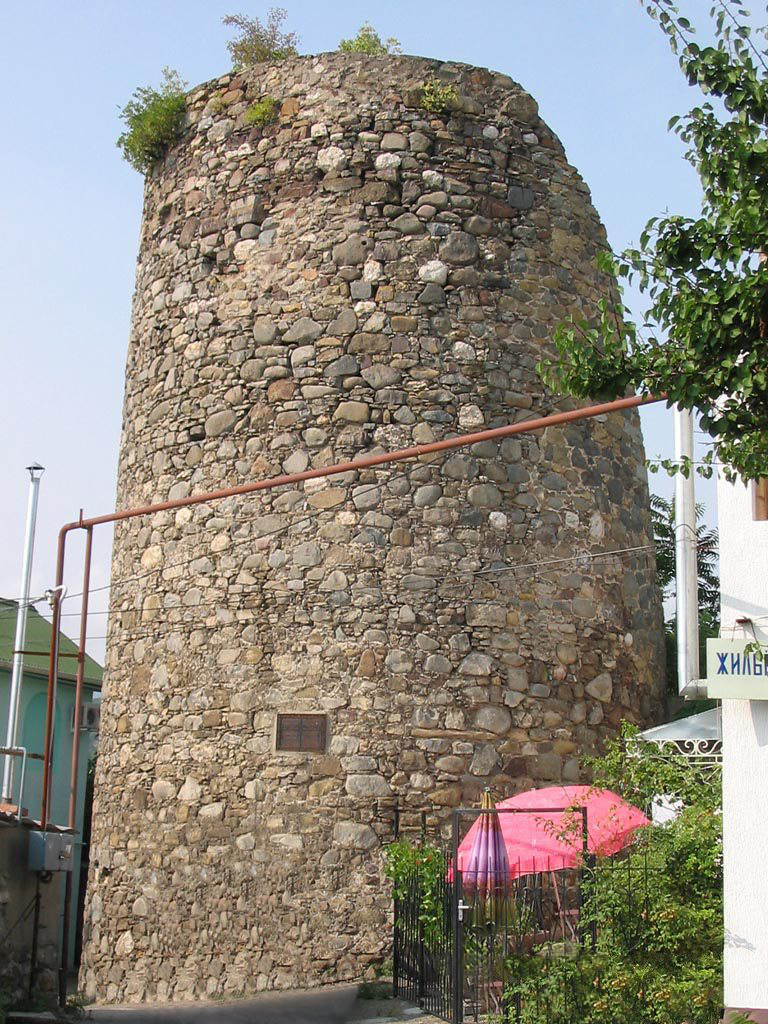
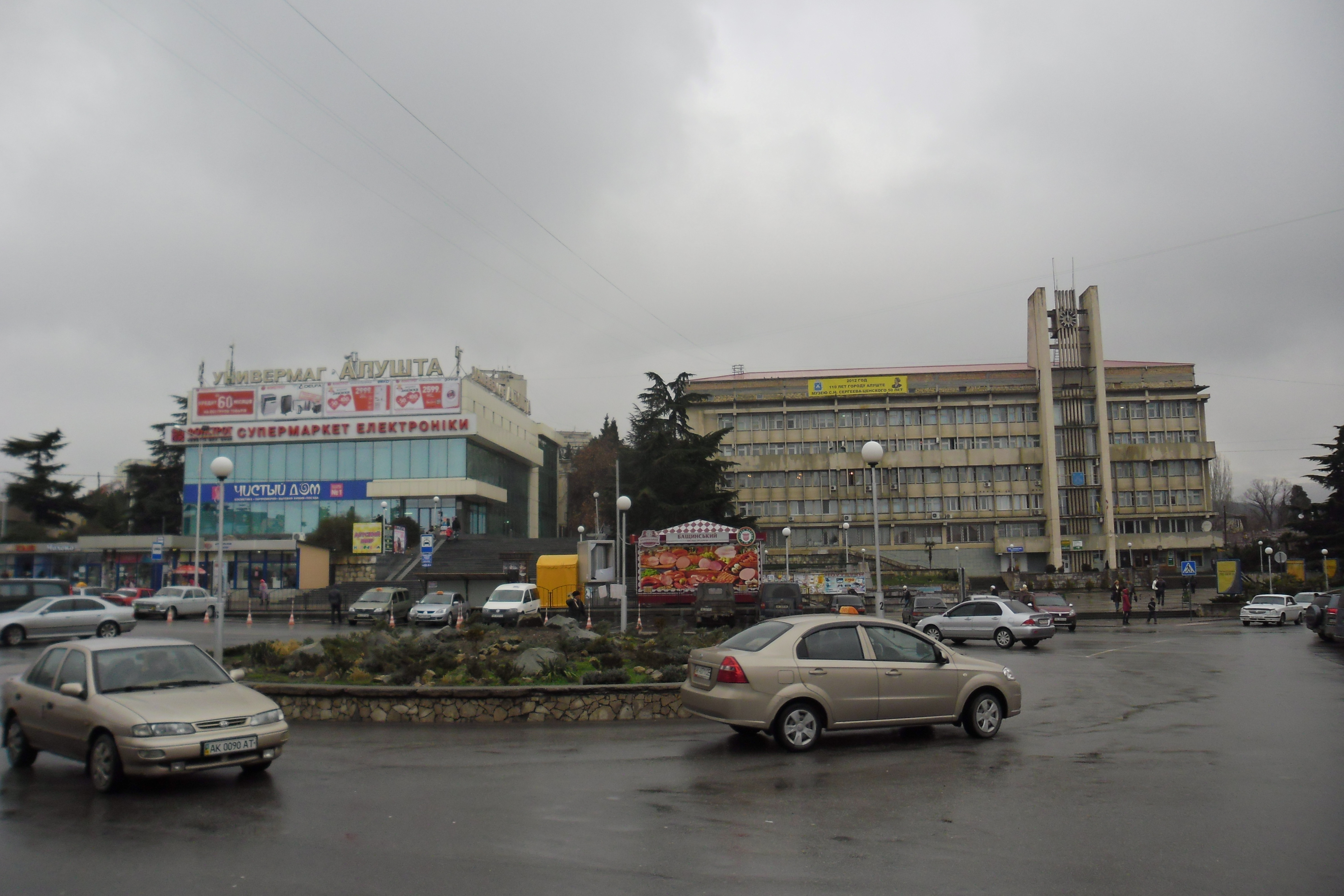
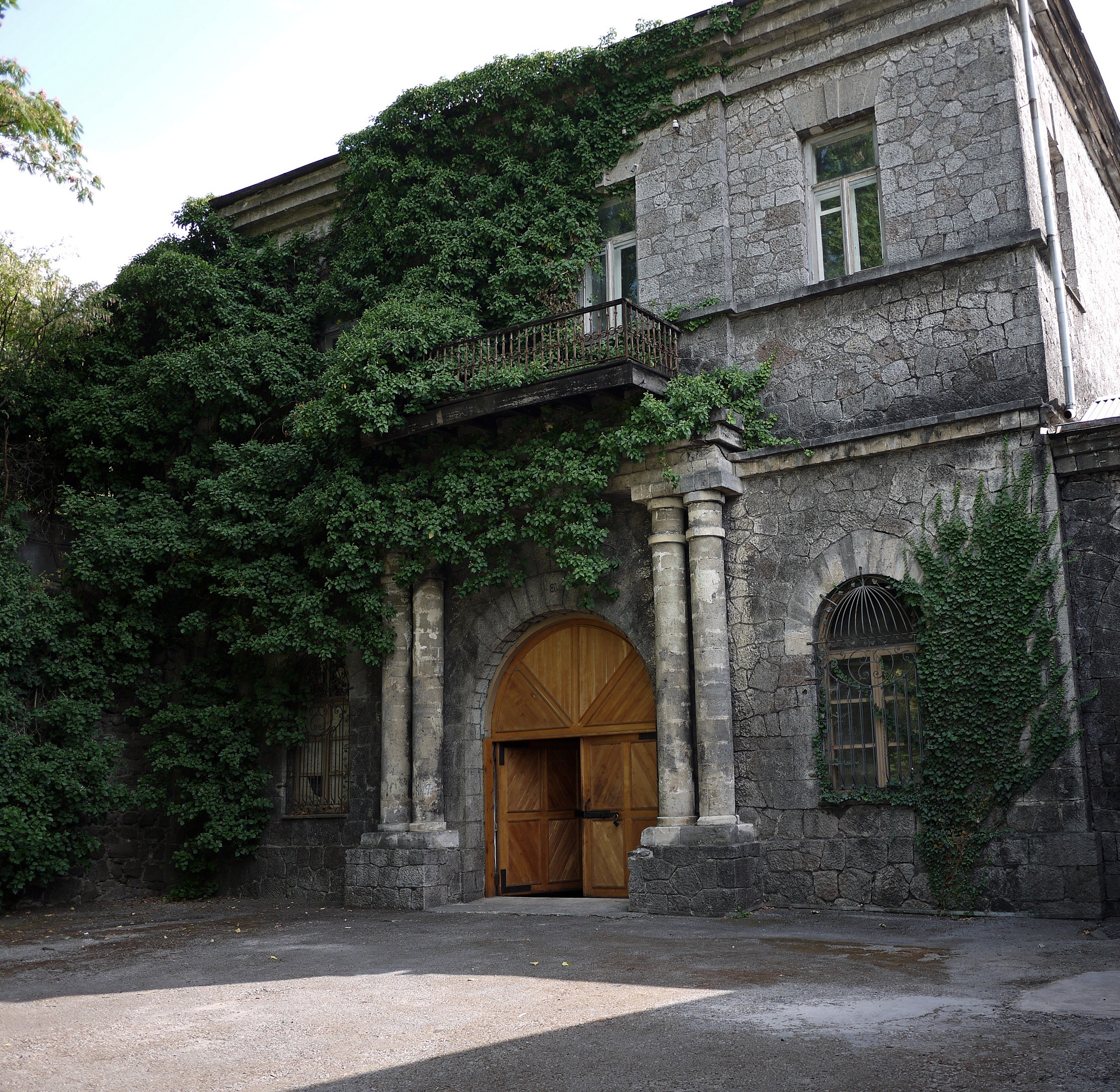
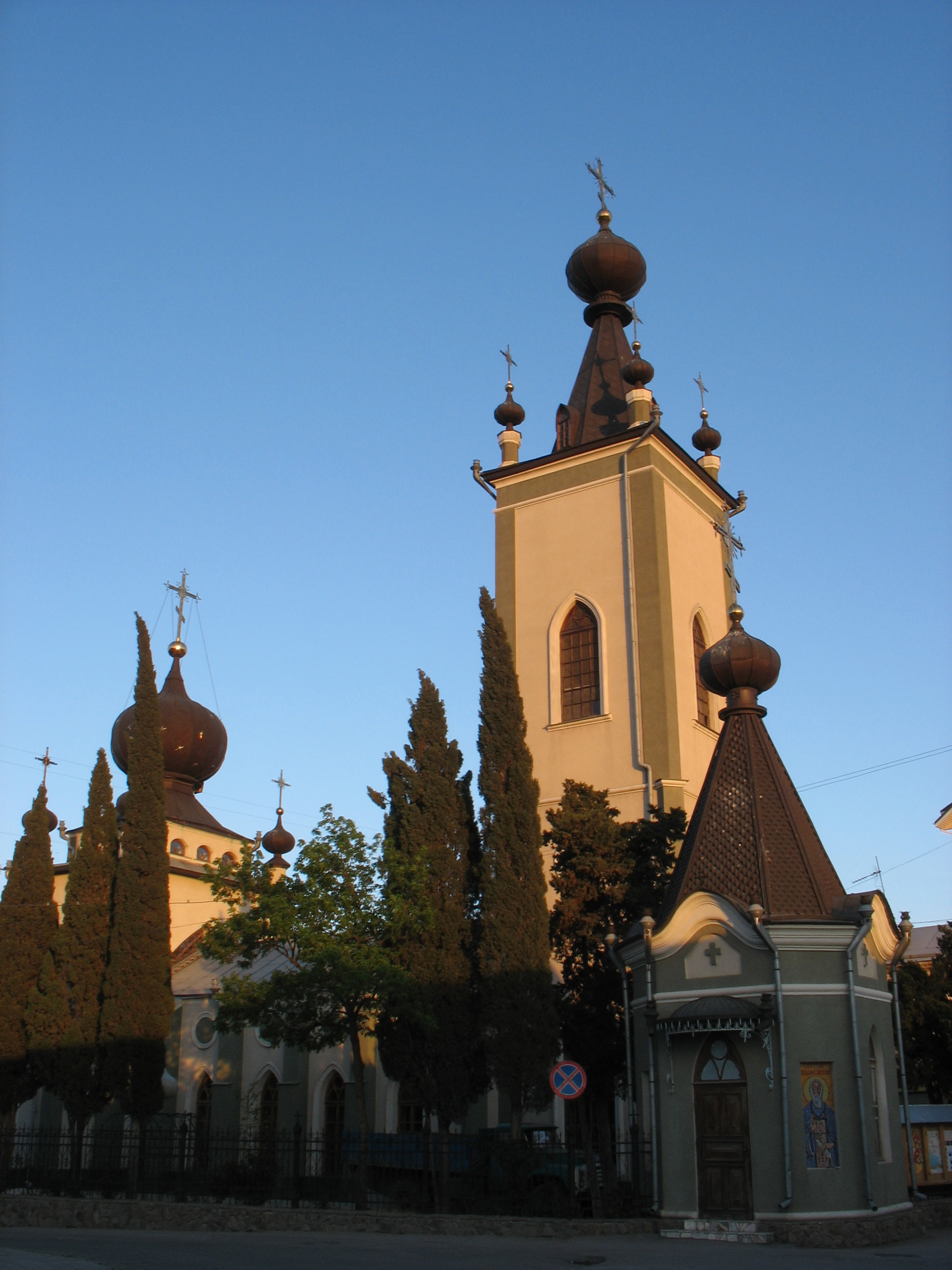
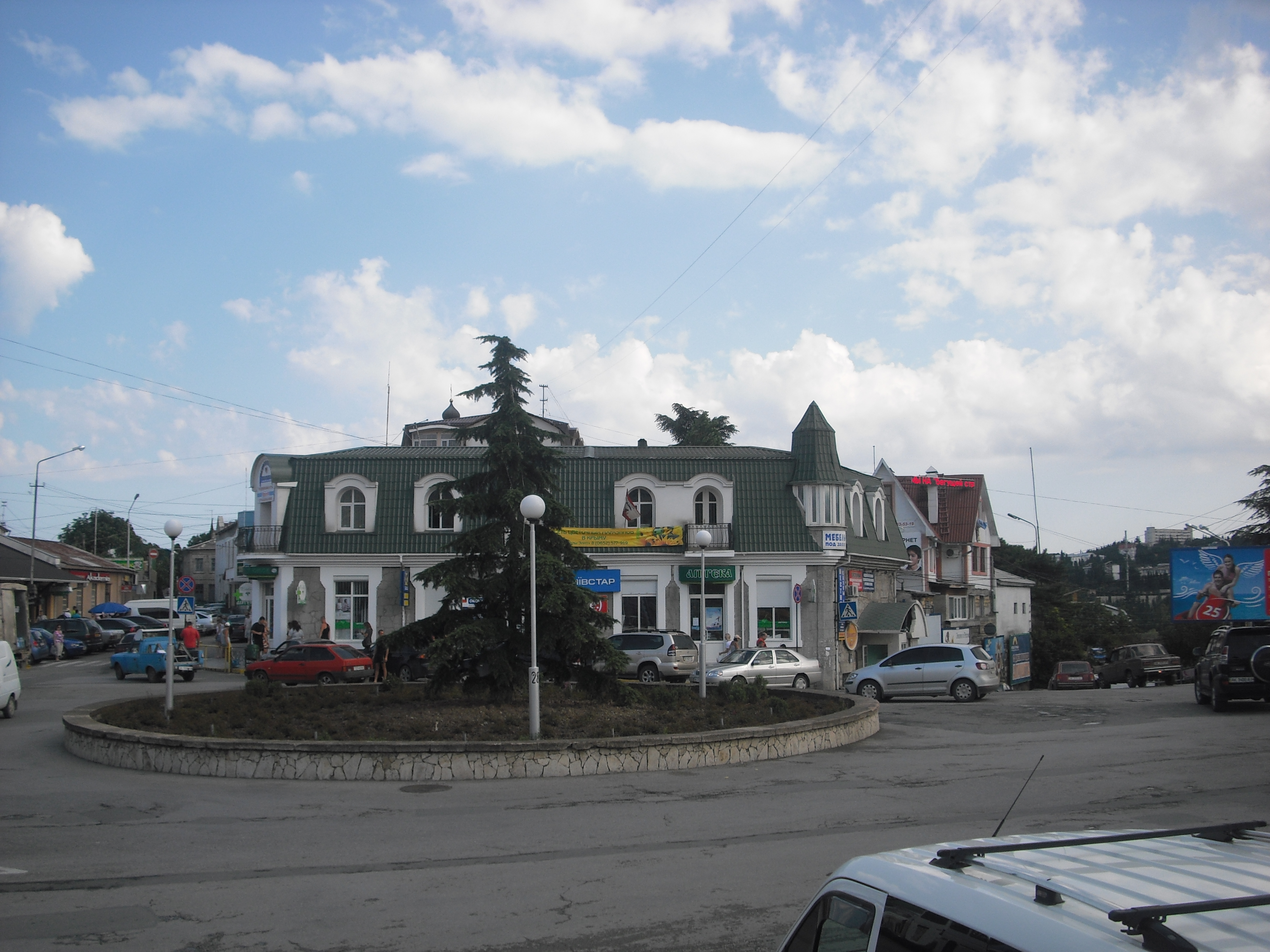